# Félix Rodríguez de la Fuente
Félix Rodríguez de la Fuente   (Poza de la Sal, 14 de març de 1928 - Shaktoolik, 14 de març de 1980) va ser un etòleg, naturalista i divulgador ambientalista espanyol popular per la sèrie de televisió El hombre y la tierra (L'home i la terra).
El 1957 es va graduar, per insistència de son pare, com a metge especialitzat en estomatologia, obtenint el Premi Landete Aragó i exercint durant diversos anys com a odontòleg, on mai va acceptar treballar més de mitja jornada per a poder continuar practicant diàriament la falconeria. No obstant això, aquesta afició, heretada familiarment, el conduiria paradoxalment, primer, a ser un gran coneixedor de zoologia i, després, a ser un defensor de la fauna, flora i medi ambient. La falconeria també el feu treballar a la pel·lícula El Cid de Charlton Heston, com a falconer assessor. I el diari ABC li dedicà la portada del 21 d'octubre de 1964, on se li donava el pseudònim de "Falconer Major del Regne" amb el seu falcó agafant embranzida, en el transcurs de les Jornades Internacionals de Falconeria. Uns dies més tard, després d'haver guanyat el certamen, Félix va ser convidat a un programa de televisió que va tenir una enorme ressonància. Es tractava d'una simple entrevista, en la qual explicava en què consistia l'art de caçar amb aus rapinyaires, però no va desaprofitar l'oportunitat d'instruir l'audiència amb els seus amplíssims coneixements sobre la matèria, amb tota la seva passió i la seva excel·lent oratòria. El seu èxit feu que a partir de llavors comencés a col·laborar en el programa Fin de semana (Cap de setmana), on es parlava de caça, pesca i excursionisme.
Als anys 60 començà a escriure articles per a la revista Blanco y Negro (Blanc i Negre). Durant els anys següents va continuar col·laborant amb diferents programes de Televisió Espanyola, en els quals se li reservava una secció dedicada al regne animal, com Imágenes para saber (Imatges per a saber) (1966) i A toda plana (A tota plana) (1967). La seva gran oportunitat li arriba quan els directius de TVE li encarreguen posar-se al capdavant d'un programa propi, anomenat Fauna (1968), l'èxit del qual li va valer la possibilitat de rodar, en anys successius, Animalia (1969) i Vida salvaje (1970) (Vida salvatge).
A la dècada dels 70 va portar a terme tota una sèrie de grans documentals que van arribar a tenir difusió mundial. Van inculcar el respecte al medi ambient en un ampli nombre d'espectadors, especialment d'Espanya. Hom destaca els programes Planeta azul (Planeta blau, 1970-1974) i El hombre y la tierra (L'home i la terra, 1974-1980). També va liderar els equips que van elaborar i van publicar les col·leccions de llibres Fauna, Los cuadernos de campo (Els quaderns de camp), Fauna ibérica, l'Enciclopedia Salvat de la Fauna (1970-73) de l'Editorial Salvat.
Paral·lelament, es va acostar a tasques conservacionistes de rellevància com el salvament d'una probable extinció per als pocs llops ibèrics que llavors sobrevivien, la preservació dels ossos ibèrics, linxs, muflons, etc.. Va arribar a ser promotor de l'Associació per a la Defensa de la Naturalesa (ADENA), associada a la WWF, i integrant del Consell Superior d'Investigacions Científiques d'Espanya. Anteriorment (1954), havia estat cofundador de la Sociedad Española de Ornitología.
Va morir en estavellar-se l'avioneta en què viatjava, a Shaktoolik (a Alaska, a 25 km de l'estret de Bering), en plena temporada de rodatge de les curses de trineus tirats per gossos. L'any 2020 es va obrir una investigació per determinar les causes de la mort de Félix i l'equip que l'acompanyava. El cas va sorgir després d'una denúncia d'un particular, per determinar si la "llei del silenci sobre l'accident" establerta per RTVE tindria bases legals. 40 anys després de l'accident, RTVE encara no ha fet públiques les gravacions que Félix Rodríguez de la Fuente i el seu equip estaven realitzant, i les hipòtesis apunten a un possible suïcidi o un assassinat. Una de les bases de la denúncia sorgiren arran de declaracions del naturalista relatives a la possibilitat de morir durant l'expedició a Alaska.